# Хиперреалност
Хиперреалност в семиотиката и постмодерната философия описва хипотетичната невъзможност на съзнанието да разграничи реалността от фикцията/фантазията, особено в технологично напредналите постмодерни култури. Така че хиперреалността се разбира като състояние, при което това, което е реално и това, което е фикция изглеждат така смесени, че не може да се направи ясно разграничение, което да определи къде започва реалността или съответно фикцията.
Хиперреалността е средство да се характеризира пътя, по който съзнанието дефинира кое в същност е „реално“ в свят, където многобройността на медиите може радикално да оформя и филтрира оригиналното / истинското събитие или опит. Някои известни теоретици на хиперреалността включват Жан Бодриар, Албърт Боргман, Даниел Борнстин и Умберто Еко.